# 佩德雷加爾 (巴拿馬區)
佩德雷加爾（西班牙語：Pedregal），是巴拿馬的城鎮，位於該國中東部，由巴拿馬省的巴拿馬區負責管轄，面積28.4平方公里，2010年人口51,641，人口密度每平方公里1,818.3人。